# S.I.C. 英雄傳說
《S.I.C. 英雄傳說》（S.I.C. Hero Saga）是基於假面騎士系列以及 Super Imaginative Chogokin 模型的一系列模型小説，於《月刊 Hobby Japan》連載。

## 標題列表
| 作品標題                                    | Hobby Japan 連載            | 卷數                |
| ------------------------------------------- | --------------------------- | ------------------- |
| 假面騎士空我：傳說                          | 2002年2月號 - 2002年5月號   | vol. 1              |
| 假面騎士：Missing Link                      | 2002年7月號 - 2002年10月號  | vol .1              |
| 假面騎士Black RX：After 0                   | 2002年12月號 - 2003年3月號  | vol. 1              |
| 假面騎士V3 & 騎士人：Riderman Another After | 2003年5月號 - 2003年8月號   | vol. 1              |
| 假面騎士鄂鬥：Heaven's Door                 | 2003年10月號 - 2004年3月號  | vol. 2              |
| 假面騎士亞馬遜：前傳                        | 2004年5月號 - 2004年7月號   | vol. 1              |
| 假面騎士龍騎：降臨節倒數                    | 2004年8月號 - 2004年12月號  | vol. 2              |
| 假面騎士ZO & J：ZO VS J                     | 2005年2月號 - 2005年5月號   | vol. 1              |
| 假面騎士龍騎：IF之世界                      | 2005年6月號 - 2005年8月號   | vol. 2              |
| 假面騎士：自此直到永遠                      | vol. 1 新編                 | vol. 1              |
| 假面騎士555：消失的世界                     | 2005年10月號 - 2006年1月號  | vol. 2              |
| 伏魔三劍俠：Before and After                | 2006年3月號 - 2006年4月號   | vol. 2              |
| 假面騎士響鬼：Seven Ogres                   | 2006年6月號 - 2006年9月號   | vol. 2              |
| 假面騎士：脫出                              | 2006年10月號                | vol. 1              |
| 假面騎士劍：Day After Tomorrow              | 2007年2月號 - 2007年5月號   | vol. 2              |
| 電腦奇俠：Another Yesterday                 | 2007年8月號                 | vol. 3              |
| 假面騎士鄂鬥：Project G1                    | 2007年10月號 - 2008年1月號  | vol. 2              |
| 假面騎士空我：Dark Side                     | vol. 2 新編                 | vol. 2              |
| 英雄傳說 Special：Four Cards                | 2008年3月號 - 2008年6月號   | vol. 3              |
| 假面騎士X：宙斯之子                         | 2008年7月號 - 2008年9月號   | vol. 3              |
| 假面騎士電王：1971年4月3日                  | 2008年12月號 - 2009年10月號 | vol. 3 電王 Special |
| 假面騎士Kiva：King of Vampire               | 2010年1月號 - 2010年4月號   | vol. 3              |
| 假面騎士Decade：強人之世界                  | 2010年6月號 - 2011年5月號   | vol. 3              |
| 假面騎士Kabuto：since 1986                  | vol. 3 新編                 | vol. 3              |
| 假面騎士W：Playback                         | 2011年7月號 - 2012年1月號   | vol. 4              |
| 假面騎士ZX：龍領主                          | 2012年3月號 - 2012年6月號   | vol. 4              |
| 假面騎士基爾斯：成為假面騎士之男子          | 2012年8月號 - 2012年11月號  | vol. 4              |
| 假面騎士OOO：OOZ                            | 2013年2月號 - 2014年1月號   | vol. 4              |
| 假面騎士真：結束的開始，開始的結束          | vol. 4 新編                 | vol. 4              |
| 假面騎士：假面騎士 #99                      | 2014年3月號 - 2014年7月號   |                     |
| 假面騎士Wizard：魔法使之弟子                | 2014年10月號 - 2015年9月號  |                     |
| 假面騎士Decade：OOO之世界                   | 2015年12月號 -              |                     |

## 假面騎士空我：傳說

### 登場人物
Riku
前任假面騎士空我的變身者。

### 本作登場怪人

#### 古朗基
- 恩・達古巴・傑巴

原文：

## 假面騎士：Missing Link

### 登場人物
本鄉猛
假面騎士1號的變身者。
一文字隼人
假面騎士2號的變身者。
立花藤兵衛

### 本作限定登場假面騎士／形態

#### 假面骑士2號
變身者：一文字隼人
原文： / Masked Rider 2
變身形態
| 形態名稱                             | 簡介                                                                           | 外觀     | 能力 | 必殺技 |
| Shocker Rider Number 12 修卡騎士12號 | 原文： 身高：cm 體重：kg 拳擊力：t 踢擊力：t 跳躍力：15.3m 行動速度：100m / 秒 | 紅色領巾 |      |        |

### 本作限定登場其他戰士

#### 修卡騎士7號
變身者：修卡
原文： / Shocker Rider Number 7
變身形態
| 騎士名稱 | 簡介                                                                | 外觀     | 能力 | 必殺技 |
| 通常形態 | 身高：cm 體重：kg 拳擊力：t 踢擊力：t 跳躍力：m 行動速度：100m / 秒 | 橙色領巾 |      |        |

#### 修卡騎士8號
變身者：修卡
原文： / Shocker Rider Number 8
變身形態
| 騎士名稱 | 簡介                                                                | 外觀     | 能力 | 必殺技 |
| 通常形態 | 身高：cm 體重：kg 拳擊力：t 踢擊力：t 跳躍力：m 行動速度：100m / 秒 | 灰色領巾 |      |        |

#### 修卡騎士9號
變身者：修卡
原文： / Shocker Rider Number 9
變身形態
| 騎士名稱 | 簡介                                                                | 外觀     | 能力 | 必殺技 |
| 通常形態 | 身高：cm 體重：kg 拳擊力：t 踢擊力：t 跳躍力：m 行動速度：100m / 秒 | 黑色領巾 |      |        |

#### 修卡騎士10號
變身者：修卡
原文： / Shocker Rider Number 10
變身形態
| 騎士名稱 | 簡介                                                                | 外觀     | 能力 | 必殺技 |
| 通常形態 | 身高：cm 體重：kg 拳擊力：t 踢擊力：t 跳躍力：m 行動速度：100m / 秒 | 銀色領巾 |      |        |

#### 修卡騎士11號
變身者：修卡
原文： / Shocker Rider Number 11
變身形態
| 騎士名稱 | 簡介                                                                | 外觀     | 能力 | 必殺技 |
| 通常形態 | 身高：cm 體重：kg 拳擊力：t 踢擊力：t 跳躍力：m 行動速度：100m / 秒 | 金色領巾 |      |        |

### 本作登場怪人

#### 修卡
- 修卡 Tank

原文：

## 假面騎士Black RX：After 0

### 登場人物
秋月信彦
世紀王・影月的變身者。
南光太郎
假面騎士Black與假面騎士Black RX的變身者。
秋月杏子

### 本作限定登場其他戰士

#### 世紀王・影月
變身者：秋月信彦
原文： / Century King Shadow Moon
變身形態
| 形態名稱             | 簡介                                                                                 | 外觀 | 能力 | 必殺技 |
| White RX 白月        | 原文： 身高：198.8cm 體重：91kg 拳擊力：t 踢擊力：t 跳躍力：60m 行動速度：100m / 秒  | 被創世王奪去意識的影月，伴隨著日蝕而強化成的型態。外型上和RX完全一樣，只是顏色全部變成銀色。                                                                                         |      |        |
| Creation King 創世王 | 原文： 身高：197.4cm 體重：75kg 拳擊力：t 踢擊力：t 跳躍力：100m 行動速度：100m / 秒 | 創世王奪取南光太郎的王石後成為的最終型態，外型跟影月一模一樣，只是身體全都變成紅色，腰帶和角的形狀也不同。曾在Battleride war系列中出場及在舞台劇中出場，外型則是單純將影月改成紅色。 |      |        |

## 假面騎士V3 & 騎士人：Riderman Another After

### 登場人物
結城丈二
騎士人的變身者。
本鄉猛
假面騎士1號的變身者。
一文字隼人
假面騎士2號的變身者。
風見志郎
假面騎士V3的變身者。

### 本作限定登場其他戰士

#### 迪斯特龍騎士
變身者：
原文： / Destron Rider
變身形態
| 形態名稱        | 簡介                                                                       | 外觀 | 能力 | 必殺技 |
| V3 Form V3 形態 | 原文： 身高：cm 體重：kg 拳擊力：t 踢擊力：t 跳躍力：m 行動速度：100m / 秒 |      |      |        |

### 本作登場怪人

#### 迪斯特龍
- 鎧甲元帥

原文：

#### G.O.D.
- 鳥人伊卡洛斯

原文：
- King Dark

原文：

## 假面騎士鄂鬥：Heaven's Door

### 登場人物
間口正一
假面騎士鄂鬥的變身者。本為津上翔一的朋友，由於早前受到迫害，曉號事件之後聯合犬天使／犬操冥使徒遺害人間，最後被鄂鬥擊殺。
津上翔一
假面騎士鄂鬥的變身者。
冰川誠
假面騎士G3-X的裝著員。
葦原涼
假面騎士基爾斯的變身者。
木野薰
另類鄂鬥的變身者。

### 本作限定登場假面騎士／形態

#### 假面騎士鄂鬥
變身者：間口正一
原文： / Masked Rider Agito
變身形態
| 形態名稱             | 簡介                                                                            | 外觀 | 能力 | 必殺技 |
| Mirage Form 幻影形態 | 身高：190cm 體重：88kg 拳擊力：12t 踢擊力：28t 跳躍力：60m 行動速度：100m / 4秒 |      |      |        |

### 本作登場怪人

#### 天使
- 犬天使

原文：

#### 操冥使徒
- 犬操冥使徒

原文：

## 假面騎士亞馬遜：前傳

### 登場人物
山本大介
假面騎士亞馬遜的變身者。
高坂博士
Kitty

### 本作限定登場假面騎士／形態

#### 假面骑士亞馬遜
變身者：山本大介
原文： / Masked Rider Amazon
變身形態
| 形態名稱                  | 簡介                                                                              | 外觀 | 能力 | 必殺技 |
| Pre-Amazon 原生體・亞馬遜 | 原文： 身高：175cm 體重：65kg 拳擊力：t 踢擊力：t 跳躍力：13m 行動速度：100m / 秒 |      |      |        |

交通工具
- Jungler (Bagoh Production)

原文：

### 本作登場怪人

#### 哥頓組織
- 十面鬼・戈爾哥斯

原文：
- 十面鬼・戈爾哥斯・完全體

原文：
- 人面岩

原文：

## 假面騎士ZO & J：ZO VS J

### 登場人物
麻生勝
假面騎士ZO的變身者。
瀬川耕司
假面騎士J的變身者。
望月宏
望月清吉
玲子
木村加那
地空人
Berry

### 本作限定登場其他戰士

#### 德拉斯
變身者：新生命體
原文： / Doras
變身形態
| 形態名稱                      | 簡介                                                                             | 外觀 | 能力 | 必殺技 |
| Red Power Up Version 紅強化體 | 原文： 身高：201cm 體重：123kg 拳擊力：t 踢擊力：t 跳躍力：m 行動速度：100m / 秒 |      |      |        |
| Ultimate Form 究極形態        | 原文： 身高：197.4cm 體重：kg 拳擊力：t 踢擊力：t 跳躍力：m 行動速度：100m / 秒  |      |      |        |
| Fog Doras 霧・德拉斯          | 原文： 身高：70m 體重：12000t 拳擊力：t 踢擊力：t 跳躍力：m 行動速度：100m / 秒  |      |      |        |

## 假面騎士龍騎：IF之世界

### 登場人物
城戶真司
假面騎士龍騎與假面騎士龍牙的變身者。
秋山蓮
假面騎士夜騎與假面騎士奧丁的變身者。
淺倉威
假面騎士王蛇的變身者。
東條悟
假面騎士猛虎的變身者。
仲村創
擬似騎士抉擇者的變身者。
香川英行
擬似騎士抉擇者Zero的變身者。
神崎優衣
神崎士郎

### 本作限定登場假面騎士／形態

#### 假面骑士龍牙
變身者：鏡像城戶真司
原文： / Masked Rider Ryuga
變身形態
| 形態名稱              | 簡介 | 外觀 | 能力 | 必殺技 |
| Survive Form 生存形態 | 原文： 利用「生存卡－烈火」變身的形態 身高：193cm 體重：95kg 拳擊力：17.5t 踢擊力：27.5t 跳躍力：50m 行動速度：100m / 秒 |      |      |        |

#### 假面骑士奧丁
變身者：秋山蓮
原文： / Masked Rider Odin
變身形態
| 形態名稱              | 簡介 | 外觀 | 能力 | 必殺技 |
| Survive Form 生存形態 | 原文： 利用「生存卡－無限」變身的形態 身高：205cm 體重：100kg 拳擊力：17.5t 踢擊力：25t 跳躍力：50m 行動速度：100m / 秒 |      |      |        |

## 假面騎士：自此直到永遠

### 登場人物
本鄉猛
假面騎士1號的變身者。

### 本作登場怪人

#### 修卡
- 死神博士

原文：
- 修卡大首領

原文：

## 假面騎士555：消失的世界

### 登場人物

假面騎士Faiz的變身者。
草加雅人
假面騎士Kaixa的變身者。
三原修二
假面騎士Delta的變身者。
村上峽兒
萊歐騎兵進化型的變身者，玫瑰操冥使徒。
園田真理
菊池啟太郎
木村沙耶
Leo
獅子操冥使徒。

### 本作限定登場其他戰士

#### 萊歐騎兵進化型
變身者：村上峽兒
原文： / Riotrooper Version 2
變身形態
| 形態名稱  | 簡介                                                                                | 外觀 | 能力 | 必殺技 |
| Version 2 | 原文： 身高：190cm 體重：93kg 拳擊力：4t 踢擊力：10t 跳躍力：m 行動速度：100m / 5秒 |      |      |        |

### 本作登場怪人

#### 操冥使徒
- 玫瑰操冥使徒

原文：
- 獅子操冥使徒

原文：

## 假面騎士響鬼：Seven Ogres

### 登場人物
響
假面騎士響鬼的變身者。
威吹
假面騎士威吹鬼的變身者。
轟
假面騎士轟鬼的變身者。
煌
假面騎士煌鬼的變身者。
凍
假面騎士凍鬼的變身者。
西
假面騎士西鬼的變身者。
羽擊
假面騎士羽擊鬼的變身者。
明日夢
一惠

### 本作限定登場假面騎士／形態

#### 假面騎士響鬼
變身者：響
原文： / Masked Rider Hibiki
變身形態
| 形態名稱               | 簡介                                                                       | 外觀 | 能力 | 必殺技 |
| Sengoku Armed 戰國裝甲 | 原文： 身高：cm 體重：kg 拳擊力：t 踢擊力：t 跳躍力：m 行動速度：100m / 秒 |      |      |        |

### 本作限定登場其他戰士

#### 偽冒歌舞鬼
變身者：一身
原文： / Imitation Kabuki
變身形態
| 形態名稱 | 簡介                                                                | 外觀 | 能力 | 必殺技 |
| 通常形態 | 身高：cm 體重：kg 拳擊力：t 踢擊力：t 跳躍力：m 行動速度：100m / 秒 |      |      |        |

### 本作登場怪人

#### 魔化魍
- 一身

原文：
偽冒歌舞鬼的變身者。
- 八岐大蛇

原文：

## 假面騎士劍：Day After Tomorrow

### 登場人物
相川始
假面騎士聖杯的變身者，Joker不死者。
上城睦月
假面騎士權杖的變身者。
橘朔也
假面騎士金幣的變身者。
劍崎一真
假面騎士劍的變身者，叧一個Joker。
山中望美

### 本作限定登場其他戰士

#### 偽冒劍
變身者：變色龍不死者
原文： / Imitation Blade
變身形態
| 形態名稱           | 簡介                                                                                         | 外觀 | 能力                                                              | 必殺技 |
| Jack Form 傑克形態 | 原文： 身高：201cm 體重：111kg 拳擊力：3.5t 踢擊力：5.5t 跳躍力：133m 行動速度：100m / 4.6秒 | 以黑桃A—甲蟲不死者的外貌為主體，胸前的黑桃標記加上黑桃J—鷹不死者的標記。以藍色和金色為主，擁有紅色複眼                                              | 融合鷹不死者(黑桃J)之力，綜合能力有所提升，而且可飛行作空中戰鬥。 |        |
| King Form 國王形態 | 原文： 身高：201cm 體重：131kg 拳擊力：4.5t 踢擊力：7t 跳躍力：25m 行動速度：100m / 6.6秒    | 以黑桃K—高加索大兜蟲不死者的外貌為主體，胸前的黑桃標記印有黑桃K—高加索大兜蟲不死者的印記 。四肢覆蓋其他黑桃類不死者的標記，以金色為主，擁有紅色複眼 | 綜合13張黑桃不死者卡片力量於一身                                  |        |

### 本作登場怪人

#### 不死者
- 變色龍不死者

原文：
- Joker不死者

原文：
- 叧一個Joker

原文：

## 假面騎士鄂鬥：Project G1

### 登場人物
冰川誠
假面騎士G4-X的裝著員。
尾室隆弘
假面騎士G3-Mild的裝著員。
北條透
V-1系統的裝著員。
津上翔一
假面騎士鄂鬥的變身者。

### 本作限定登場假面騎士／形態

#### 假面騎士G1
變身者：鍾螺水母
原文： / Masked Rider G1
變身形態
| 形態名稱     | 簡介                                                                              | 外觀 | 能力 | 必殺技 |
| Generation 1 | 身高：202cm 體重：143kg 拳擊力：3t 踢擊力：10t 跳躍力：15m 行動速度：100m / 5.2秒 |      |      |        |

#### 假面騎士G4-X
變身者：冰川誠
原文： / Masked Rider G4-X
變身形態
| 形態名稱               | 簡介                                                                               | 外觀 | 能力 | 必殺技 |
| Generation 4-eXtention | 身高：192cm 體重：176kg 拳擊力：2.5t 踢擊力：7.5t 跳躍力：20m 行動速度：100m / 8秒 |      |      |        |

### 輔助工具
交通工具
- Road Chaser

原文：
假面騎士G3-Mild的交通工具

### 本作登場怪人

#### 天使
- 水母天使・鍾螺水母

原文：
假面騎士G1的裝著員。

## 假面騎士空我：Dark Side

### 登場人物
Riku
前任假面騎士空我的變身者。

### 本作登場怪人

#### 古朗基
- 恩・達古巴・傑巴

原文：

## 假面騎士Kiva：King of Vampire

### 登場人物
麻生惠
假面騎士Kiva-la的變身者。
Kiva-la
假面騎士Kiva-la的變身拍擋。
嶋護
假面騎士原型IXA的變身者。
紅渡
假面騎士Kiva的變身者。
Kivat-bat 三世
假面騎士Kiva的變身拍擋。
名護啟介
假面騎士IXA的變身者。
登太牙
假面騎士暗黑Kiva的變身者。
次狼
狼人加魯魯的變身者。
螺門
人魚巴夏的變身者。
力
科學怪人德迦的變身者。

### 本作限定登場假面騎士／形態

#### 假面騎士原型IXA
變身者：嶋護
原文： / Masked Rider Proto IXA
變身形態
| 形態名稱           | 簡介                                                                                    | 外觀 | 能力 | 必殺技 |
| Save Mode 保全模式 | 原文： 身高：220cm 體重：145kg 拳擊力：4t 踢擊力：1.5t 跳躍力：10m 行動速度：100m / 9秒 |      |      |        |

### 本作登場怪人

#### 牙血鬼
- 獅子牙血鬼

原文：
- Sabbat

原文：

## 製作人員
- 原作：石森章太郎
- 小説：早瀬マサト（石森プロ）
- 場景模型監修・製作：竹谷隆之、安藤賢司
- 場景模型製作：谷口順一、五島純、伊澤靖志、小関正明、松宮誠一、山口泰弘、中島健一、井田恒之、野原啓幸

## 關連項目
- 假面騎士系列
- 伏魔三剑侠
- 电脑奇侠